# Max Udo Hollrung
Max Udo Hollrung (25 de octubre de 1839, Braunschweig - 5 de mayo de 1901, Dresde) fue un naturalista, médico, micólogo, pteridólogo, algólogo alemán, muy destacado fitopatólogo.

## Biografía
Hijo de un maestro albañil, estudió ciencias naturales, especialmente química, y adquirió en 1882 el doctorado por la Universidad de Leipzig. Entre 1878 a 1879 fue miembro de esa universidad. Luego por tres años, fue asistente en la Estación de investigación de agroquímicos en Halle (Saale). Entre 1886 a 1888, participó en una expedición de investigación a Nueva Guinea. Después de su regreso, Julius Kühn lo transfirió al recién establecido Centro de Investigación para el control de nematodos, del Instituto Agrícola de la Universidad de Halle. Desde 1898, fue jefe de la Estación Experimental de Sanidad Vegetal de la Cámara de la Provincia de Sajonia, en Halle. En 1905, edita  „Lektorat für Pflanzenkrankheiten“ ("Enfermedades de las plantas") en la Universidad de Halle. En esa oficina trabajó hasta 1930. Desde 1889, obtuvo la habilitación de profesor.
Apoyó el desarrollo independiente de la ciencia de la fitopatología. Y fue jefe del primer centro de investigación en el campo de la protección fitosanitaria y el primer maestro de escuela media, de tiempo completo, para este campo en Alemania. Como investigador, jugó un papel esencial en la verificación de las sales de cobre como pesticida, en el estudio de las enfermedades de la vid y la patata. Durante toda su vida trató de perseguir formas de protección preventivas para plantas, principalmente con medidas estructurales de campo y de cría de plantas. Muchos de sus intentos de desarrollar medidas biológicas fitosanitarios fueron apreciadas sólo después de su muerte.

## Algunas publicaciones
- „Handbuch der chemischen Mittel gegen Pflanzenkrankheiten“ ("Manual de agentes químicos contra enfermedades de las plantas") 1ª ed. Paul Parey Berlin. 1898

- „Jahresberichte über die Neuerungen und Leistungen auf dem Gebiet der Pflanzenkrankheiten“ ("Informes anuales de las innovaciones y logros en el campo de las enfermedades de las plantas") Ed. Paul Parey Berlin. 1898-1913

- Kurzgefaßte Anleitung zur Erkennung, Beurteilung, Verhütung und Beseitigung der wichtigsten Pflanzenkrankheiten. Verlag Jänecke Hannover 1907 = Bibliothek der gesamten Landwirtschaft H. 23.

- Die krankhaften Zustände des Saatgutes, ihre Ursachen und Behebung. In: Kühn-Archiv 8: 1-352. - Zugl. im Buchhandel: Verlag Paul Parey Berlin 1919

- Die Erkennung der Feld-, Wiesen- und Weide-Ungräser unter Berücksichtigung ihrer Blütenstände. Zum Gebrauch für berufstätige Landwirte bearbeitet. In: Wissenschaftliches Archiv für Landwirtschaft, Abt. A, Archiv für Pflanzenbau 2: 563-703. - Zugl. im Buchhandel: Verlag Julius Springer Berlin 1930

- 100 Jahre Kartoffelkrankheit. Ein kritischer Rückblick. In: Kühn-Archiv 33: 29-122. Zugl. im Buchhandel: Verlag Hall. Nachrichten Halle/S 1932

## Honores

### Epónimos
Especies (50 + 5 + 3 + 1 registros IPNI)
- (Arecaceae) Calyptrocalyx hollrungii (Becc.) Dowe & M.D.Ferrero[3]

- (Dryopteridaceae) Chlamydogramme hollrungii (Kuhn) Holttum[4]

- (Euphorbiaceae) Mallotus hollrungianus (K.Schum.[5]

- (Orchidaceae) Pedilonum hollrungii (Kraenzl.) Rauschert[6]

- (Rubiaceae) Gynochthodes hollrungiana (Valeton) Razafim. & B.Bremer[7]